# Frankie Goes to Hollywood/Diskografie
Diese Diskografie ist eine Übersicht über die musikalischen Werke der britischen Popband Frankie Goes to Hollywood. Den Schallplattenauszeichnungen zufolge hat sie bisher mehr als 8,9 Millionen Tonträger verkauft. Ihre erfolgreichste Veröffentlichung ist die Debütsingle Relax mit über 2,6 Millionen verkauften Einheiten.

## Alben

### Studioalben
| Jahr | Titel Musiklabel                        | Höchstplatzierung, Gesamtwochen/‑monate, AuszeichnungChartplatzierungen (Jahr, Titel, Musiklabel, Platzierungen, Wochen/Monate, Auszeichnungen, Anmerkungen) | Höchstplatzierung, Gesamtwochen/‑monate, AuszeichnungChartplatzierungen (Jahr, Titel, Musiklabel, Platzierungen, Wochen/Monate, Auszeichnungen, Anmerkungen) | Höchstplatzierung, Gesamtwochen/‑monate, AuszeichnungChartplatzierungen (Jahr, Titel, Musiklabel, Platzierungen, Wochen/Monate, Auszeichnungen, Anmerkungen) | Höchstplatzierung, Gesamtwochen/‑monate, AuszeichnungChartplatzierungen (Jahr, Titel, Musiklabel, Platzierungen, Wochen/Monate, Auszeichnungen, Anmerkungen) | Höchstplatzierung, Gesamtwochen/‑monate, AuszeichnungChartplatzierungen (Jahr, Titel, Musiklabel, Platzierungen, Wochen/Monate, Auszeichnungen, Anmerkungen) | Anmerkungen                                                  |
| Jahr | Titel Musiklabel                        | DE | AT | CH | UK | US | Anmerkungen                                                  |
| ---- | --------------------------------------- | --- | --- | --- | --- | --- | ------------------------------------------------------------ |
| 1984 | Welcome to the Pleasuredome ZTT Records | DE4 Platin · (39 Wo.)DE | AT3 Gold · (4½ Mt.)AT | CH5 (17 Wo.)CH | UK1 ×3Dreifachplatin · (67 Wo.)UK | US33 Gold · (41 Wo.)US | Erstveröffentlichung: 29. Oktober 1984 Verkäufe: + 2.155.000 |
| 1986 | Liverpool ZTT Records                   | DE5 Gold · (25 Wo.)DE | AT7 (3 Mt.)AT | CH7 (13 Wo.)CH | UK5 Gold · (13 Wo.)UK | US88 (13 Wo.)US | Erstveröffentlichung: 20. Oktober 1986 Verkäufe: + 460.000   |

### Kompilationen
| Jahr | Titel Musiklabel                                            | Höchstplatzierung, Gesamtwochen, AuszeichnungChartplatzierungen (Jahr, Titel, Musiklabel, Platzierungen, Wochen, Auszeichnungen, Anmerkungen) | Höchstplatzierung, Gesamtwochen, AuszeichnungChartplatzierungen (Jahr, Titel, Musiklabel, Platzierungen, Wochen, Auszeichnungen, Anmerkungen) | Höchstplatzierung, Gesamtwochen, AuszeichnungChartplatzierungen (Jahr, Titel, Musiklabel, Platzierungen, Wochen, Auszeichnungen, Anmerkungen) | Höchstplatzierung, Gesamtwochen, AuszeichnungChartplatzierungen (Jahr, Titel, Musiklabel, Platzierungen, Wochen, Auszeichnungen, Anmerkungen) | Höchstplatzierung, Gesamtwochen, AuszeichnungChartplatzierungen (Jahr, Titel, Musiklabel, Platzierungen, Wochen, Auszeichnungen, Anmerkungen) | Anmerkungen                                                |
| Jahr | Titel Musiklabel                                            | DE | AT | CH | UK | US | Anmerkungen                                                |
| ---- | ----------------------------------------------------------- | --- | --- | --- | --- | --- | ---------------------------------------------------------- |
| 1985 | Bang! Island Records • Polystar • ZTT Records               | — | — | — | — | — | Erstveröffentlichung: 10. Juli 1985                        |
| 1993 | Bang! … The Greatest Hits of ZTT Records                    | DE8 Gold · (22 Wo.)DE | AT15 (9 Wo.)AT | CH11 (15 Wo.)CH | UK4 Gold · (15 Wo.)UK | — | Erstveröffentlichung: 15. Oktober 1993 Verkäufe: + 650.000 |
| 2000 | Maximum Joy ZTT Records                                     | — | — | — | UK54 (1 Wo.)UK | — | Erstveröffentlichung: 25. September 2000                   |
| 2001 | Rage Hard: The Sonic Collection ZTT Records                 | — | — | — | — | — | Erstveröffentlichung: 2001                                 |
| 2009 | Frankie Say Greatest All Around the World • ZTT Records     | — | — | — | UK27 (3 Wo.)UK | — | Erstveröffentlichung: 30. Oktober 2009                     |
| 2012 | Sexmix Salvo Records • ZTT Records                          | DE61 (1 Wo.)DE | — | — | — | — | Erstveröffentlichung: 3. August 2012                       |
| 2012 | Frankie Said (The Very Best Of) Salvo Records • ZTT Records | — | — | — | UK87 (1 Wo.)UK | — | Erstveröffentlichung: 5. November 2012                     |

### Remixalben
| Jahr | Titel Musiklabel                                 | Anmerkungen                         |
| ---- | ------------------------------------------------ | ----------------------------------- |
| 1994 | Reload! Frankie: The Whole 12 Inches ZTT Records | Erstveröffentlichung: Mai 1994      |
| 2001 | Twelve Inches ZTT Records                        | Erstveröffentlichung: 30. Juli 2001 |

## Singles

### Als Leadmusiker
| Jahr | Titel Album                                   | Höchstplatzierung, Gesamtwochen/‑monate, AuszeichnungChartplatzierungen (Jahr, Titel, Album, Platzierungen, Wochen/Monate, Auszeichnungen, Anmerkungen) | Höchstplatzierung, Gesamtwochen/‑monate, AuszeichnungChartplatzierungen (Jahr, Titel, Album, Platzierungen, Wochen/Monate, Auszeichnungen, Anmerkungen) | Höchstplatzierung, Gesamtwochen/‑monate, AuszeichnungChartplatzierungen (Jahr, Titel, Album, Platzierungen, Wochen/Monate, Auszeichnungen, Anmerkungen) | Höchstplatzierung, Gesamtwochen/‑monate, AuszeichnungChartplatzierungen (Jahr, Titel, Album, Platzierungen, Wochen/Monate, Auszeichnungen, Anmerkungen) | Höchstplatzierung, Gesamtwochen/‑monate, AuszeichnungChartplatzierungen (Jahr, Titel, Album, Platzierungen, Wochen/Monate, Auszeichnungen, Anmerkungen) | Anmerkungen                                                  |
| Jahr | Titel Album                                   | DE | AT | CH | UK | US | Anmerkungen                                                  |
| ---- | --------------------------------------------- | --- | --- | --- | --- | --- | ------------------------------------------------------------ |
| 1983 | Relax Welcome to the Pleasuredome             | DE1 (38 Wo.)DE | AT4 (6 Mt.)AT | CH1 (31 Wo.)CH | UK1 Platin · (70 Wo.)UK | US10 Gold · (23 Wo.)US | Erstveröffentlichung: 18. Oktober 1983 Verkäufe: + 2.660.000 |
| 1984 | Two Tribes Welcome to the Pleasuredome        | DE1 (22 Wo.)DE | AT16 (2 Mt.)AT | CH4 (14 Wo.)CH | UK1 Platin · (33 Wo.)UK | US43 (15 Wo.)US | Erstveröffentlichung: 28. Mai 1984 Verkäufe: + 1.135.000     |
| 1984 | The Power of Love Welcome to the Pleasuredome | DE4 Gold · (38 Wo.)DE | AT8 (14 Wo.)AT | CH2 (15 Wo.)CH | UK1 Platin · (39 Wo.)UK | — | Erstveröffentlichung: 19. November 1984 Verkäufe: + 865.000  |
| 1985 | Welcome to the Pleasuredome                   | DE9 (13 Wo.)DE | AT20 (1 Mt.)AT | CH20 (6 Wo.)CH | UK2 Silber · (18 Wo.)UK | US48 (8 Wo.)US | Erstveröffentlichung: 15. März 1985 Verkäufe: + 250.000      |
| 1986 | Rage Hard Liverpool                           | DE1 (19 Wo.)DE | AT12 (4 Mt.)AT | CH5 (12 Wo.)CH | UK4 Silber · (7 Wo.)UK | — | Erstveröffentlichung: 22. August 1986 Verkäufe: + 250.000    |
| 1986 | Warriors of the Wasteland Liverpool           | DE7 (16 Wo.)DE | — | CH13 (8 Wo.)CH | UK19 (10 Wo.)UK | — | Erstveröffentlichung: 18. November 1986                      |
| 1987 | Watching the Wildlife Liverpool               | DE23 (9 Wo.)DE | — | — | UK28 (8 Wo.)UK | — | Erstveröffentlichung: 23. Februar 1987                       |

### Als Gastmusiker
| Jahr | Titel Album | Höchstplatzierung, Gesamtwochen/‑monate, AuszeichnungChartplatzierungen (Jahr, Titel, Album, Platzierungen, Wochen/Monate, Auszeichnungen, Anmerkungen) | Höchstplatzierung, Gesamtwochen/‑monate, AuszeichnungChartplatzierungen (Jahr, Titel, Album, Platzierungen, Wochen/Monate, Auszeichnungen, Anmerkungen) | Höchstplatzierung, Gesamtwochen/‑monate, AuszeichnungChartplatzierungen (Jahr, Titel, Album, Platzierungen, Wochen/Monate, Auszeichnungen, Anmerkungen) | Höchstplatzierung, Gesamtwochen/‑monate, AuszeichnungChartplatzierungen (Jahr, Titel, Album, Platzierungen, Wochen/Monate, Auszeichnungen, Anmerkungen) | Höchstplatzierung, Gesamtwochen/‑monate, AuszeichnungChartplatzierungen (Jahr, Titel, Album, Platzierungen, Wochen/Monate, Auszeichnungen, Anmerkungen) | Anmerkungen                                                                                             |
| Jahr | Titel Album | DE | AT | CH | UK | US | Anmerkungen                                                                                             |
| ---- | ----------- | --- | --- | --- | --- | --- | --- |
| 1987 | Let It Be – | DE3 (14 Wo.)DE | AT4 (14 Mt.)AT | CH1 (14 Wo.)CH | UK1 Gold · (7 Wo.)UK | — | Erstveröffentlichung: 23. März 1987 als Teil von „Ferry Aid“ Verkäufe: + 500.000; Original: The Beatles |

## Videoalben und Musikvideos

### Videoalben
| Jahr | Titel Musiklabel                                                          | Höchstplatzierung, Gesamtwochen, AuszeichnungChartplatzierungen (Jahr, Titel, Musiklabel, Platzierungen, Wochen, Auszeichnungen, Anmerkungen) | Höchstplatzierung, Gesamtwochen, AuszeichnungChartplatzierungen (Jahr, Titel, Musiklabel, Platzierungen, Wochen, Auszeichnungen, Anmerkungen) | Höchstplatzierung, Gesamtwochen, AuszeichnungChartplatzierungen (Jahr, Titel, Musiklabel, Platzierungen, Wochen, Auszeichnungen, Anmerkungen) | Höchstplatzierung, Gesamtwochen, AuszeichnungChartplatzierungen (Jahr, Titel, Musiklabel, Platzierungen, Wochen, Auszeichnungen, Anmerkungen) | Höchstplatzierung, Gesamtwochen, AuszeichnungChartplatzierungen (Jahr, Titel, Musiklabel, Platzierungen, Wochen, Auszeichnungen, Anmerkungen) | Anmerkungen                |
| Jahr | Titel Musiklabel                                                          | DE | AT | CH | UK | US | Anmerkungen                |
| ---- | ------------------------------------------------------------------------- | --- | --- | --- | --- | --- | -------------------------- |
| 1993 | Shoot! The Greatest Hits of Frankie Goes to Hollywood Warner Music Vision | — | — | — | UK31 (3 Wo.)UK | — | Erstveröffentlichung: 1993 |
| 2000 | Hard On auch bekannt als: Frankie Say Greatest ZTT Records                | — | — | — | UK26 (1 Wo.)UK | — | Erstveröffentlichung: 2000 |

### Musikvideos
| Jahr | Titel                       | Regie |
| ---- | --------------------------- | --- |
| 1983 | Relax                       | Bernard Rose (Original, 1983) Godley & Creme (Laser-Version, 1984) David Mallet (Live-Version, 1984) Brian De Palma (Body-Double-Version, 1984) Ben Peters (Remix, 2009) |
| 1984 | Two Tribes                  | Godley & Creme |
| 1984 | The Power of Love           | Godley & Creme |
| 1985 | Welcome to the Pleasuredome | Bernard Rose |
| 1986 | Rage Hard                   | Paul Morley |
| 1986 | Warriors of the Wasteland   | Nick Burgess-Jones |
| 1987 | Watching the Wildlife       | Mike Perterly, Josh Thorne |
| 1987 | Let It Be                   | |

## Boxsets
| Jahr | Titel Musiklabel                              | Höchstplatzierung, Gesamtwochen, AuszeichnungChartplatzierungen (Jahr, Titel, Musiklabel, Platzierungen, Wochen, Auszeichnungen, Anmerkungen) | Höchstplatzierung, Gesamtwochen, AuszeichnungChartplatzierungen (Jahr, Titel, Musiklabel, Platzierungen, Wochen, Auszeichnungen, Anmerkungen) | Höchstplatzierung, Gesamtwochen, AuszeichnungChartplatzierungen (Jahr, Titel, Musiklabel, Platzierungen, Wochen, Auszeichnungen, Anmerkungen) | Höchstplatzierung, Gesamtwochen, AuszeichnungChartplatzierungen (Jahr, Titel, Musiklabel, Platzierungen, Wochen, Auszeichnungen, Anmerkungen) | Höchstplatzierung, Gesamtwochen, AuszeichnungChartplatzierungen (Jahr, Titel, Musiklabel, Platzierungen, Wochen, Auszeichnungen, Anmerkungen) | Anmerkungen                           |
| Jahr | Titel Musiklabel                              | DE | AT | CH | UK | US | Anmerkungen                           |
| ---- | --------------------------------------------- | --- | --- | --- | --- | --- | ------------------------------------- |
| 2022 | The Essential Universal Music Catalogue (UMG) | — | — | — | UK87 (1 Wo.)UK | — | Erstveröffentlichung: 14. Januar 2022 |

## Promoveröffentlichungen
| Jahr | Titel Album                     | Anmerkungen                                                  |
| ---- | ------------------------------- | ------------------------------------------------------------ |
| 1984 | War Welcome to the Pleasuredome | Erstveröffentlichung: 9. Juli 1984 Original: The Temptations |
| 2013 | Maximum Joy Liverpool           | Erstveröffentlichung: 20. April 2013                         |

## Sonderveröffentlichungen

### Alben
| Jahr | Titel Musiklabel                                                  | Anmerkungen                                                            |
| ---- | ----------------------------------------------------------------- | ---------------------------------------------------------------------- |
| 1985 | Pleasure-Pak Island Records                                       | Erstveröffentlichung: 1985 Veröffentlichung nur in Kanada              |
| 2009 | Return to the Pleasuredome ZTT Records                            | Erstveröffentlichung: 24. Juni 2009 Veröffentlichung nur in Japan      |
| 2014 | Inside the Pleasuredome Salvo Records • ZTT Records               | Erstveröffentlichung: 29. Oktober 2014 Teil der „Element-Series“-Reihe |
| 2015 | Simply Frankie Goes to Hollywood Union Square Music • ZTT Records | Erstveröffentlichung: 6. Juli 2015 Teil der „Simply-3CD-Tins“-Reihe    |
| 2018 | The First 48 Inches Salvo Records • ZTT Records                   | Erstveröffentlichung: 21. April 2018 Teil der „Element-Series“-Reihe   |

| Jahr | Titel Musiklabel                                                  | Anmerkungen                                                           |
| ---- | ----------------------------------------------------------------- | --------------------------------------------------------------------- |
| 2013 | The Best of Frankie Goes to Hollywood Salvo Records • ZTT Records | Erstveröffentlichung: 20. September 2013 Teil der „The-Best-Of“-Reihe |

| Jahr | Titel Musiklabel                       | Anmerkungen                                                                  |
| ---- | -------------------------------------- | ---------------------------------------------------------------------------- |
| 2000 | The Club Mixes 2000 Repertoire Records | Erstveröffentlichung: 27. September 2000 Veröffentlichung nur in Deutschland |

### Lieder
| Jahr | Titel Soundtrack                                  | Anmerkungen                          |
| ---- | ------------------------------------------------- | ------------------------------------ |
| 1985 | Two Tribes Phenomena                              | Erstveröffentlichung: 9. Januar 1985 |
| 2018 | Two Tribes (Carnage Mix) Doomsday – Tag der Rache | Erstveröffentlichung: 18. März 2018  |

### Videoalben
| Jahr | Titel Musiklabel                                                                      | Anmerkungen                                                                                 |
| ---- | ------------------------------------------------------------------------------------- | ------------------------------------------------------------------------------------------- |
| 1985 | From a Wasteland to an Artificial Paradise Columbia Pictures Home Video • RCA Records | Erstveröffentlichung: 1985 Teil der „MusicVision“-Reihe                                     |
| 2014 | Frankie Said (The Very Best Of) Union Square Music                                    | Erstveröffentlichung: 14. Februar 2014 CD+DVD; Verkäufe werden der Kompilation hinzuaddiert |

## Statistik

### Chartauswertung
|                     | DE    | AT    | CH    | UK    | US    |
| ------------------- | ----- | ----- | ----- | ----- | ----- |
| Nummer-eins-Alben   | DE—DE | AT—AT | CH—CH | UK1UK | US—US |
| Top-10-Alben        | DE3DE | AT2AT | CH2CH | UK3UK | US—US |
| Alben in den Charts | DE4DE | AT3AT | CH3CH | UK7UK | US2US |

|                       | DE    | AT    | CH    | UK    | US    |
| --------------------- | ----- | ----- | ----- | ----- | ----- |
| Nummer-eins-Singles   | DE3DE | AT—AT | CH2CH | UK4UK | US—US |
| Top-10-Singles        | DE7DE | AT3AT | CH5CH | UK6UK | US1US |
| Singles in den Charts | DE8DE | AT6AT | CH7CH | UK8UK | US3US |

|                          | DE    | AT    | CH    | UK    | US    |
| ------------------------ | ----- | ----- | ----- | ----- | ----- |
| Nummer-eins-Videoalben   | DE—DE | AT—AT | CH—CH | UK—UK | US—US |
| Top-10-Videoalben        | DE—DE | AT—AT | CH—CH | UK—UK | US—US |
| Videoalben in den Charts | DE—DE | AT—AT | CH—CH | UK2UK | US—US |

### Auszeichnungen für Musikverkäufe
| Goldene Schallplatte - Frankreich - 1984: für die Single Relax - 1987: für das Album Liverpool - Italien - 2014: für die Single The Power of Love - 2023: für die Single Relax - Kanada - 1984: für die Single Relax - 1984: für die Single Two Tribes - Neuseeland - 1984: für die Single Two Tribes - 1987: für das Album Liverpool - Niederlande - 1984: für das Album Welcome to the Pleasuredome - 1984: für die Single Two Tribes - Spanien - 2025: für die Single Relax | Platin-Schallplatte - Frankreich - 1996: für das Album Bang! … The Greatest Hits of - Kanada - 1985: für das Album Welcome to the Pleasuredome - Neuseeland - 2023: für die Single Relax 4× Platin-Schallplatte - Neuseeland - 1985: für das Album Welcome to the Pleasuredome |

Anmerkung: Auszeichnungen in Ländern aus den Charttabellen bzw. Chartboxen sind in ebendiesen zu finden.
| Land/RegionAuszeichnungen für Musikverkäufe (Land/Region, Auszeichnungen, Verkäufe, Quellen) | Silber     | Gold       | Platin       | Verkäufe  | Quellen                                    |
| -------------------------------------------------------------------------------------------- | ---------- | ---------- | ------------ | --------- | ------------------------------------------ |
| Deutschland (BVMI)                                                                           | —          | 3× Gold3   | Platin1      | 1.250.000 | musikindustrie.de                          |
| Frankreich (SNEP)                                                                            | —          | 2× Gold2   | Platin1      | 900.000   | infodisc.fr                                |
| Italien (FIMI)                                                                               | —          | 2× Gold2   | —            | 65.000    | fimi.it                                    |
| Kanada (MC)                                                                                  | —          | 2× Gold2   | Platin1      | 200.000   | musiccanada.com                            |
| Neuseeland (RMNZ)                                                                            | —          | 2× Gold2   | 5× Platin5   | 130.000   | aotearoamusiccharts.co.nz radioscope.co.nz |
| Niederlande (NVPI)                                                                           | —          | 2× Gold2   | —            | 125.000   | nvpi.nl                                    |
| Österreich (IFPI)                                                                            | —          | Gold1      | —            | 25.000    | ifpi.at                                    |
| Spanien (Promusicae)                                                                         | —          | Gold1      | —            | 30.000    | elportaldemusica.es                        |
| Vereinigte Staaten (RIAA)                                                                    | —          | 2× Gold2   | —            | 1.500.000 | riaa.com                                   |
| Vereinigtes Königreich (BPI)                                                                 | 2× Silber2 | 3× Gold3   | 6× Platin6   | 4.700.000 | bpi.co.uk                                  |
| Insgesamt                                                                                    | 2× Silber2 | 20× Gold20 | 14× Platin14 |           |                                            |